# مصفوفة متحركة (فلم)
مصفوفة متحركة، هي سلسلة تتكون من تسعة أفلام متحركة قصيرة تدور في عالم سلسلة أفلام الماتريكس الخيالي، أطلق سنة 2003.

## الإنتاج
بدأ إنتاج السلسلة عندما كان كاتبو ومخرجو السلسلة الإخوة واكاوسكي في اليابان للدعاية للجزء الأول من سلسلة أفلام الماتريكس. وبينما كانوا هناك قابلوا العديد من مصممي أفلام الأنيمي قرروا التعاون معهم؛ منهم رانجي موراتا .
قام الأخوان بمجرد التفكير في الشكل العام للسلسلة وقاموا بكتابة 4 حلقات منة فقط، ولم يقوموا بإخراج أيّ منهم، ولكنهم تركوا الجانب التقني من صناعة الحركة للمتخصصين في هذا المجال.
النسخة الإنجليزية من السلسلة أخرجها جاك فليتشر، والذي قام بإحضار ممثلي الصوت الذين قاموا بالدبلجة في النسخة الإنجليزية من فيلم فاينال فانتازي.
أيضاً ظهرت الشخصيات الأساسية نيو وترينيتي وقام الممثلون الأصليون كينو ريفز وكارى آن موس بنفسهم بأداء الصوت.

## روابط خارجية
- مقالات تستعمل روابط فنية بلا صلة مع ويكي بيانات